# إدوين فريزر
إدوين فريزر (بالإنجليزية: Edwin Frazier)‏ هو لاعب هوكي الجليد أمريكي، ولد في 21 يناير 1907 في مقاطعة ميدلسيكس في الولايات المتحدة، وتوفي بنفس المكان في 2 نوفمبر 1971.

## وصلات خارجية
- إدوين فريزر على موقع EliteProspects.com (الإنجليزية)
- إدوين فريزر على موقع Eurohockey.com (الإنجليزية)
- إدوين فريزر على موقع HockeyDB.com (الإنجليزية)
- إدوين فريزر على موقع أوليمبيديا (الإنجليزية)